# Salami
Salami (af italiensk salare; at salte), i dansk sammenhæng undertiden også betegnet spegepølse, er en fællesbetegnelse for lufttørrede, saltede og krydrede pølser, der serveres i tynde skiver som pålæg eller som forret, men som i ophavslandene Italien, Ungarn og Spanien også anvendes i varme retter, eksempelvis med pasta eller i suppe.
Salami fremstilles som regel af svinekød og spæk, men man kan også få salami fremstillet af oksekød, kalkun, kylling, hest eller lam. Kødet glaseres med en sukkeropløsning og lufttørres derefter. Alt efter type er salamien krydret med peber, paprika, hvidløg, koriander og husholdningssalt.
Udtrykket salamitaktik er en metafor, der refererer til skiveskåret salami.